# Lavina
Lavina – miasto w Stanach Zjednoczonych, w stanie Montana, w hrabstwie Golden Valley.